# Eleonora Lorentz
Eleonora Lorentz z Głogowskich 1°v Ścibor-Rylska (ur. 10 października 1903 w Łodzi, zm. 3 sierpnia 1986 w Warszawie) – polska aktorka teatralna i filmowa.

## Życiorys
W 1923 roku w Warszawie uczęszczała na Kursy Wokalno-Dramatyczne Heleny Józefy Hryniewieckiej w Warszawie. Następnie studiowała polonistykę na Uniwersytetach: Warszawskim i Jagiellońskim. Na scenie debiutowała w 1925 roku w Teatrze Bagatela w Krakowie (pod panieńskim nazwiskiem), gdzie grała do 1925 roku. W kolejnych latach występowała: w Zjednoczonych Teatrach Pomorskich w Bydgoszczy i Toruniu (1925–1926), Teatrze Reduty w Wilnie (1926–1929), z zespołem Juliusza Osterwy w Łodzi i Katowicach (1929), w Teatrze Polskim w Katowicach (1931–1932), Teatrach Miejskich w Wilnie (1933–1937) oraz Teatrze Ziemi Pomorskiej w Toruniu (1937–1938). Następnie przeniosła się do Warszawy, gdzie w sezonie 1939/1940 miała występować w Teatrze Powszechnym.
Po zakończeniu II wojny światowej byłą członkinią zespołu Teatru Objazdowego, z którym występowała na terenie województw: poznańskiego, łódzkiego oraz na Ziemiach Zachodnich. W latach 1947–1961 grała w Warszawie (Miejskie Teatry Dramatyczne 1948, Teatr Młodych 1948–1949, Teatr Narodowy 1949–1951, Teatr Ateneum 1952–1961). Karierę sceniczną zakończyła na deskach Teatru im. Adama Mickiewicza w Częstochowie, gdzie występowała w latach 1962–1967. Ponadto, w latach 1954–1964 wzięła udział w siedmiu słuchowiskach Teatru Polskiego Radia. 
19 stycznia 1955 na wniosek Ministra Kultury i Sztuki została odznaczona Medalem 10-lecia Polski Ludowej. 
W 1925 roku wyszła za mąż za aktora Wacława Ścibora-Rylskiego (rozwód przed 1946 rokiem).
Zmarła w Warszawie, pochowana na cmentarzu Komunalnym Północnym (kwatera W-XIII-9-11-19).

## Filmografia
- Eroica (1957) jako baba z żelastwem (cz. Scherzo alla polacca)
- Miasteczko (1958) jako Ptasińska
- Wyrok (1961)